# Силва, Роберт
Ро́берт Вини́сиус Родри́гес Си́лва (порт.-браз. Robert Vinicius Rodrigues Silva, более известный, как Роберт Силва порт.-браз. Robert Silva; Пустой шаблон {{ВД-Преамбула}} ) — бразильский футболист, вингер клуба «Копенгаген».

## Клубная карьера
Силва — воспитанник клуба «Крузейро». 8 июля 2023 года в матче против «Васко да Гама» он дебютировал в бразильской Серии A. 28 ноября в поединке против «Гояса» Роберт забил свой первый гол за «Крузейро». Летом 2024 года Силва на правах аренды перешёл в датский «Копенгаген». 22 августа в поединке квалификации Лиги конференций против шотландского «Килмарнока» игрок дебютировал за основной состав. 25 августа в матче против «Норшелланна» он дебютировал в датской Суперлиге. 24 ноября в поединке против «Люнгбю» Роберт забил свой первый гол за «Копенгаген». В начале 2025 года клуб выкупил трансфер игрока.